# Spezia Calcio 2020-2021
Questa voce raccoglie le informazioni riguardanti lo Spezia Calcio nelle competizioni ufficiali della stagione 2020-2021.

## Stagione
Conquistata la promozione dopo i play-off nella serie cadetta, gli aquilotti giocano in Serie A per la prima volta nella loro storia. Allenati da Vincenzo Italiano disputano un torneo di sofferenza, raccogliendo 18 punti nel girone di andata e 21 nel girone di ritorno, coronando con la salvezza il debutto nel massimo campionato. Obiettivo raggiunto anche grazie alle 11 reti dell'angolano M'Bala Nzola. Discreto anche il percorso spezzino nella Coppa Italia che parte dal terzo turno, nel quale incrocia e supera il Cittadella (0-2), nel quarto turno gioca a Bologna, dove passa (2-4) dopo i tempi supplementari, con lo stesso risultato e sempre ai tempi supplementari supera la Roma all'Olimpico negli ottavi di finale il 19 gennaio, ma il Giudice Sportivo assegna lo (0-3) per un cambio sbagliato dei capitolini. Regalandosi così un quarto di finale con il Napoli, che conclude conclude il percorso in Coppa degli aquilotti, che perdono (4-2) il 28 gennaio al Maradona di Napoli.

## Divise e sponsor
| Casa | Trasferta | Terza divisa |  |

## Organigramma societario
Area direttiva
- Presidente: Stefano Chisoli
- Vice Presidente: Philip Raymond Platek Jr.
- Consiglio di Amministrazione: Stefano Chisoli, Philip Raymond Platek JR, Amanda Marie Platek, Caroline Aurora Platek, Robert Michael Platek, Nishant Tella, Nicolò Peri
- Amministratore Delegato: Nicolò Peri, Nishant Tella
- Segretario Sportivo: Carmine Anzivino
- Direttore Organizzativo: Pierfrancesco Visci
- Responsabile Amministrativo, Finanza e Controllo: Nicolò Pieri
- Segreteria Amministrativa: Elisabetta Anzuini, Nicolò Musetti

Area comunicazione e marketing
- Responsabile Commerciale e Marketing: Lorenzo Ferretti
- Responsabile Comunicazione e Ufficio Stampa: Gianluca Parenti
- Social Media Manager e Ufficio Stampa: Manuel Pasquini
- Supporter Liaison Officer: Luca Maggiani
- Addetto Marketing: Giovanni Spigno

Area sportiva
- Direttore Generale Tecnico: Mauro Meluso
- Team Manager: Giovanni Panetta

Area tecnica
- Allenatore: Vincenzo Italiano
- Vice Allenatore: Daniel Niccolini
- Collaboratore tecnico: Marco Turati
- Preparatori atletici: Piero Campo, Simone Lorieri, Ivano Tito
- Preparatore dei Portieri: Angelo Porracchio
- Match Analyst: Stefano Firicano

Area sanitaria
- Responsabile Sanitario: Paolo Gola
- Medici sociali: Gianni Stefano, Maurizio Graziano
- Responsabile staff fisioterapia: Robert Kindt
- Fisioterapisti: Damiano La Cognata, Nicolò Salati
- Recupero Infortuni: Mirko Balestracci
- Osteopata: Riccardo Contigliani
- Nutrizionista: Giulia Martera
- Podologo: Nicola Gambino

Area settore giovanile
- Responsabile Settore Giovanile: Giovanni Invernizzi
- Responsabile Organizzativo Settore Giovanile: Nicola Padoin
- Scout Scuola Calcio: Paolo Rovani
- Dipartimento Psicologico: Victoria Pachova

## Rosa
Aggiornata al 22 gennaio 2021.
| N. |                        | Ruolo | Calciatore               |
| -- | ---------------------- | ----- | ------------------------ |
| 1  | Paesi Bassi (bandiera) | P     | Jeroen Zoet              |
| 3  | Uruguay (bandiera)     | D     | Juan Ramos               |
| 4  | Italia (bandiera)      | C     | Gennaro Acampora         |
| 5  | Italia (bandiera)      | D     | Riccardo Marchizza       |
| 6  | Italia (bandiera)      | C     | Luca Mora                |
| 7  | Italia (bandiera)      | D     | Jacopo Sala              |
| 8  | Italia (bandiera)      | C     | Matteo Ricci             |
| 9  | Bulgaria (bandiera)    | A     | Andrej Gălăbinov         |
| 10 | Francia (bandiera)     | C     | Lucien Agoumé            |
| 11 | Ghana (bandiera)       | A     | Emmanuel Gyasi           |
| 12 | Lituania (bandiera)    | P     | Titas Krapikas           |
| 13 | Italia (bandiera)      | D     | Elio Capradossi          |
| 14 | Italia (bandiera)      | D     | Federico Mattiello       |
| 15 | Italia (bandiera)      | A     | Giuseppe Mastinu         |
| 16 | Italia (bandiera)      | A     | Paolo Bartolomei         |
| 17 | Brasile (bandiera)     | A     | Diego Farias             |
| 18 | Angola (bandiera)      | A     | M'Bala Nzola             |
| 19 | Italia (bandiera)      | D     | Claudio Terzi (capitano) |
| 20 | Italia (bandiera)      | C     | Simone Bastoni           |
| 21 | Spagna (bandiera)      | D     | Salvador Ferrer          |
| 22 | Germania (bandiera)    | D     | Julian Chabot            |

| N. |                      | Ruolo | Calciatore         |
| -- | -------------------- | ----- | ------------------ |
| 23 | Italia (bandiera)    | C     | Riccardo Saponara  |
| 24 | Argentina (bandiera) | C     | Nahuel Estévez     |
| 25 | Italia (bandiera)    | C     | Giulio Maggiore    |
| 26 | Italia (bandiera)    | C     | Tommaso Pobega     |
| 27 | Italia (bandiera)    | C     | Alessandro Deiola  |
| 28 | Croazia (bandiera)   | D     | Martin Erlić       |
| 31 | Italia (bandiera)    | A     | Daniele Verde      |
| 34 | Albania (bandiera)   | D     | Ardian Ismajli     |
| 35 | Italia (bandiera)    | C     | Ayoub Afi          |
| 39 | Italia (bandiera)    | D     | Cristian Dell'Orco |
| 40 | Italia (bandiera)    | D     | Nicolò Bertola     |
| 41 | Italia (bandiera)    | D     | Niccolò Pietra     |
| 64 | Italia (bandiera)    | P     | Stefano Vannucchi  |
| 69 | Italia (bandiera)    | D     | Luca Vignali       |
| 77 | Brasile (bandiera)   | P     | Rafael             |
| 80 | Colombia (bandiera)  | C     | Kevin Agudelo      |
| 88 | Brasile (bandiera)   | C     | Léo Sena           |
| 91 | Italia (bandiera)    | A     | Roberto Piccoli    |
| 94 | Italia (bandiera)    | P     | Ivan Provedel      |
| 97 | Canada (bandiera)    | P     | Axel Desjardins    |
| 99 | Italia (bandiera)    | P     | Denny Pucci        |

## Calciomercato

### Sessione estiva(dal 01/09 al 05/10)
| Acquisti         | Acquisti           | Acquisti         | Acquisti                                          |
| R.               | Nome               | da               | Modalità                                          |
| ---------------- | ------------------ | ---------------- | ------------------------------------------------- |
| P                | Ivan Provedel      | Empoli           | definitivo                                        |
| P                | Rafael             | Cagliari         | svincolato                                        |
| P                | Jeroen Zoet        | PSV              | definitivo                                        |
| D                | Julian Chabot      | Sampdoria        | prestito con diritto di riscatto e controriscatto |
| D                | Cristian Dell'Orco | Sassuolo         | prestito                                          |
| D                | Ardian Ismajli     | Hajduk Spalato   | definitivo                                        |
| D                | Riccardo Marchizza | Sassuolo         | prestito                                          |
| D                | Federico Mattiello | Atalanta         | prestito                                          |
| D                | Jacopo Sala        | SPAL             | definitivo                                        |
| C                | Kevin Agudelo      | Genoa            | prestito con diritto di riscatto                  |
| C                | Alessandro Deiola  | Cagliari         | prestito con diritto di riscatto                  |
| C                | Nahuel Estévez     | Estudiantes (LP) | prestito con diritto di opzione di riscatto       |
| C                | Tommaso Pobega     | Milan            | prestito con diritto di opzione e contro opzione  |
| C                | Léo Sena           | Atlético Mineiro | prestito con diritto di riscatto                  |
| C                | Daniele Verde      | AEK Atene        | prestito                                          |
| A                | Diego Farias       | Cagliari         | prestito con diritto di riscatto                  |
| Altre operazioni |                    |                  |                                                   |
| R.               | Nome               | da               | Modalità                                          |
| C                | Lucien Agoumé      | Inter            | prestito                                          |
| A                | Roberto Piccoli    | Atalanta         | prestito                                          |

| Cessioni         | Cessioni               | Cessioni        | Cessioni                         |
| R.               | Nome                   | a               | Modalità                         |
| ---------------- | ---------------------- | --------------- | -------------------------------- |
| P                | Axel Desjardins        | Novara          | prestito con obbligo di riscatto |
| P                | Simone Scuffet         | Udinese         | fine prestito                    |
| D                | Riccardo Marchizza     | Sassuolo        | fine prestito                    |
| D                | Luigi Vitale           | Verona          | fine prestito                    |
| C                | Antonio Di Gaudio      | Verona          | fine prestito                    |
| C                | Sveinn Aron Guðjohnsen | Odense          | prestito                         |
| C                | Federico Ricci         | Sassuolo        | fine prestito                    |
| A                | Delano Burgzorg        | Heracles Almelo | riscatto cartellino              |
| A                | M'Bala Nzola           | Trapani         | fine prestito                    |
| A                | Antonino Ragusa        | Verona          | fine prestito                    |
| Altre operazioni |                        |                 |                                  |
| R.               | Nome                   | a               | Modalità                         |

### Sessione invernale(dal 04/01 al 01/02)
| Acquisti         | Acquisti          | Acquisti   | Acquisti                        |
| R.               | Nome              | da         | Modalità                        |
| ---------------- | ----------------- | ---------- | ------------------------------- |
| C                | Riccardo Saponara | Fiorentina | prestito con diritto di opzione |
| Altre operazioni |                   |            |                                 |
| R.               | Nome              | da         | Modalità                        |

| Cessioni         | Cessioni          | Cessioni  | Cessioni      |
| R.               | Nome              | a         | Modalità      |
| ---------------- | ----------------- | --------- | ------------- |
| C                | Paolo Bartolomei  | Cremonese | definitivo    |
| C                | Alessandro Deiola | Cagliari  | fine prestito |
| C                | Luca Mora         | SPAL      | definitivo    |
| Altre operazioni |                   |           |               |
| R.               | Nome              | a         | Modalità      |

## Risultati

### Serie A

#### Girone di andata
| Arbitro: | Prontera (Bologna) |

|  |           |                      |
|  | Marcatori | 29’, 90+4’ Gălăbinov |

| Arbitro: | Ghersini (Genova) |

|               |           |                                                      |
| Gălăbinov 30’ | Marcatori | 12’ Đuričić 64’ (rig.) Berardi 66’ Defrel 76’ Caputo |

| Arbitro: | Serra (Torino) |

|                             |           |  |
| Leão 57’, 78’ Hernández 76’ | Marcatori |  |

| Arbitro: | Manganiello (Pinerolo) |

|                      |           |                             |
| Verde 39’ Farias 75’ | Marcatori | 2’ Ger. Pezzella 4’ Biraghi |

| Arbitro: | Marini (Roma) |

|                          |           |                        |
| Gagliolo 34’ Kucka 90+2’ | Marcatori | 28’ Chabot 31’ Agudelo |

| Arbitro: | Abisso (Palermo) |

|            |           |                                               |
| Pobega 32’ | Marcatori | 16’ Morata 59’, 76’ (rig.) Ronaldo 68’ Rabiot |

| Arbitro: | Aureliano (Bologna) |

|  |           |                           |
|  | Marcatori | 29’ Pobega 65’, 70’ Nzola |

| Cesena 21 novembre 2020, ore 18:00 CET 8ª giornata | Spezia           | 0 – 0 referto | Atalanta | Orogel Stadium-Dino Manuzzi (0 spett.)\| Arbitro: \| Rapuano (Rimini) \| |
| Arbitro:                                           | Rapuano (Rimini) |               |          |                                                                          |

| Arbitro: | Marini (Roma) |

|                              |           |                              |
| João Pedro 52’ Pavoletti 58’ | Marcatori | 36’ Gyasi 90+4’ (rig.) Nzola |

| Arbitro: | Chiffi (Padova) |

|           |           |                                   |
| Nzola 64’ | Marcatori | 15’ Immobile 33’ Milinković-Savić |

| Arbitro: | Giua (Olbia) |

|                                        |           |            |
| Messias 7’, 90+6’ Reca 49’ Eduardo 56’ | Marcatori | 18’ Farias |

| Arbitro: | Giacomelli (Trieste) |

|                |           |                            |
| Nzola 19’, 63’ | Marcatori | 72’ Domínguez 90+2’ Barrow |

| Arbitro: | Fabbri (Ravenna) |

|                              |           |               |
| Hakimi 51’ Lukaku 71’ (rig.) | Marcatori | 90+4’ Piccoli |

| Arbitro: | Massa (Imperia) |

|           |           |                                |
| Nzola 10’ | Marcatori | 16’ Destro 73’ (rig.) Criscito |

| Arbitro: | Pairetto (Nichelino) |

|  |           |              |
|  | Marcatori | 75’ Zaccagni |

| Arbitro: | Mariani (Aprilia) |

|             |           |                             |
| Petagna 58’ | Marcatori | 68’ (rig.) Nzola 81’ Pobega |

| Arbitro: | Piccinini (Forlì) |

|                            |           |              |
| Terzi 20’ Nzola 61’ (rig.) | Marcatori | 24’ Candreva |

| Torino 16 gennaio 2021, ore 18:00 CET 18ª giornata | Torino           | 0 – 0 referto | Spezia | Stadio Olimpico Grande Torino (0 spett.)\| Arbitro: \| Fabbri (Ravenna) \| |
| Arbitro:                                           | Fabbri (Ravenna) |               |        |                                                                            |

| Arbitro: | Pairetto (Nichelino) |

|                                                    |           |                                  |
| Mayoral 17’, 52’ Karsdorp 55’ Lo. Pellegrini 90+2’ | Marcatori | 24’ Piccoli 59’ Farias 90’ Verde |

#### Girone di ritorno
| Arbitro: | Di Martino (Teramo) |

|  |           |                    |
|  | Marcatori | 52’ (rig.) De Paul |

| Arbitro: | Sacchi (Macerata) |

|            |           |                     |
| Caputo 25’ | Marcatori | 39’ Erlić 78’ Gyasi |

| Arbitro: | Chiffi (Padova) |

|                             |           |  |
| Maggiore 56’ S. Bastoni 67’ | Marcatori |  |

| Arbitro: | Calvarese (Teramo) |

|                                           |           |  |
| Vlahović 48’ Castrovilli 64’ Eysseric 82’ | Marcatori |  |

| Arbitro: | Orsato (Schio) |

|                |           |                         |
| Gyasi 52’, 72’ | Marcatori | 17’ Karamoh 25’ Hernani |

| Arbitro: | Sacchi (Macerata) |

|                                   |           |  |
| Morata 62’ Chiesa 71’ Ronaldo 89’ | Marcatori |  |

| Arbitro: | Fourneau (Roma) |

|           |           |           |
| Verde 71’ | Marcatori | 24’ Gaich |

| Arbitro: | Marini (Roma) |

|                             |           |             |
| Pašalić 53’, 73’ Muriel 55’ | Marcatori | 81’ Piccoli |

| Arbitro: | Mariani (Aprilia) |

|                          |           |             |
| Piccoli 48’ Maggiore 80’ | Marcatori | 83’ Pereiro |

| Arbitro: | Giua (Olbia) |

|                                |           |           |
| Lazzari 56’ Caicedo 88’ (rig.) | Marcatori | 73’ Verde |

| Arbitro: | Sozza (Seregno) |

|                                    |           |                     |
| Verde 63’ Maggiore 89’ Erlić 90+2’ | Marcatori | 40’ Djidji 78’ Simy |

| Arbitro: | Piccinini (Forlì) |

|                                                  |           |             |
| Orsolini 12’ (rig.) Barrow 18’ Svanberg 54’, 60’ | Marcatori | 34’ Ismajli |

| Arbitro: | Chiffi (Padova) |

|            |           |             |
| Farias 12’ | Marcatori | 39’ Perišić |

| Arbitro: | Manganiello (Pinerolo) |

|                             |           |  |
| Scamacca 62’ Shomurodov 86’ | Marcatori |  |

| Arbitro: | Volpi (Arezzo) |

|             |           |              |
| Salcedo 47’ | Marcatori | 86’ Saponara |

| Arbitro: | Irrati (Pistoia) |

|             |           |                                           |
| Piccoli 64’ | Marcatori | 15’ Zieliński 23’, 44’ Osimhen 79’ Lozano |

| Arbitro: | Maresca (Napoli) |

|                     |           |                 |
| Verre 32’ Keita 80’ | Marcatori | 15’, 73’ Pobega |

| Arbitro: | Orsato (Schio) |

|                                              |           |                    |
| Saponara 19’ Nzola 42’ (rig.), 74’ Erlić 84’ | Marcatori | 55’ (rig.) Belotti |

| Arbitro: | Pezzuto (Lecce) |

|                     |           |                                |
| Verde 6’ Pobega 38’ | Marcatori | 52’ El Shaarawy 85’ Mkhitaryan |

### Coppa Italia

#### Turni eliminatori
| Arbitro: | Serra (Torino) |

|  |           |                                   |
|  | Marcatori | 39’ Verde 63’ (aut.) A. Benedetti |

| Arbitro: | Volpi (Arezzo) |

|                           |           |                                           |
| Barrow 13’ Orsolini 45+1’ | Marcatori | 5’ Piccoli 64’ Farias 100’, 119’ Maggiore |

#### Fase finale
| Arbitro: | Ghersini (Genova) |

|                                          |           |                                                   |
| Lo. Pellegrini 43’ (rig.) Mxit'aryan 73’ | Marcatori | 6’ (rig.) Gălăbinov 15’, 119’ Saponara 107’ Verde |

| Arbitro: | Fourneau (Roma) |

|                                                |           |                        |
| Koulibaly 5’ Lozano 20’ Politano 30’ Elmas 40’ | Marcatori | 70’ Gyasi 73’ Acampora |

## Statistiche

### Statistiche di squadra
Statistiche aggiornate al 23 maggio 2021.
| Competizione | Punti | In casa | In casa | In casa | In casa | In casa | In casa | In trasferta | In trasferta | In trasferta | In trasferta | In trasferta | In trasferta | Totale | Totale | Totale | Totale | Totale | Totale | DR  |
| Competizione | Punti | G       | V       | N       | P       | Gf      | Gs      | G            | V            | N            | P            | Gf           | Gs           | G      | V      | N      | P      | Gf     | Gs     | DR  |
| ------------ | ----- | ------- | ------- | ------- | ------- | ------- | ------- | ------------ | ------------ | ------------ | ------------ | ------------ | ------------ | ------ | ------ | ------ | ------ | ------ | ------ | --- |
| Serie A      | 39    | 19      | 5       | 7       | 7       | 28      | 33      | 19           | 4            | 5            | 10           | 24           | 39           | 38     | 9      | 12     | 17     | 52     | 72     | -20 |
| Coppa Italia | -     | 0       | 0       | 0       | 0       | 0       | 0       | 4            | 3            | 0            | 1            | 11           | 6            | 4      | 3      | 0      | 1      | 11     | 6      | +5  |
| Totale       | -     | 19      | 5       | 7       | 7       | 28      | 33      | 23           | 7            | 5            | 11           | 35           | 45           | 42     | 12     | 12     | 18     | 63     | 78     | -15 |

### Andamento in campionato
| Giornata  | 1 | 2  | 3  | 4  | 5  | 6  | 7  | 8  | 9  | 10 | 11 | 12 | 13 | 14 | 15 | 16 | 17 | 18 | 19 | 20 | 21 | 22 | 23 | 24 | 25 | 26 | 27 | 28 | 29 | 30 | 31 | 32 | 33 | 34 | 35 | 36 | 37 | 38 |
| --------- | - | -- | -- | -- | -- | -- | -- | -- | -- | -- | -- | -- | -- | -- | -- | -- | -- | -- | -- | -- | -- | -- | -- | -- | -- | -- | -- | -- | -- | -- | -- | -- | -- | -- | -- | -- | -- | -- |
| Luogo     | T | C  | T  | C  | T  | C  | T  | C  | T  | C  | T  | C  | T  | C  | C  | T  | C  | T  | T  | C  | T  | C  | T  | C  | T  | C  | T  | C  | T  | C  | T  | C  | T  | T  | C  | T  | C  | C  |
| Risultato | V | P  | P  | N  | N  | P  | V  | N  | N  | P  | P  | N  | P  | P  | P  | V  | V  | N  | P  | P  | V  | V  | P  | N  | P  | N  | P  | V  | P  | V  | P  | N  | P  | N  | P  | N  | V  | N  |
| Posizione | 9 | 15 | 11 | 11 | 14 | 15 | 12 | 12 | 13 | 14 | 16 | 16 | 16 | 17 | 18 | 15 | 13 | 13 | 14 | 16 | 16 | 12 | 16 | 14 | 14 | 14 | 15 | 14 | 16 | 13 | 13 | 13 | 15 | 15 | 17 | 16 | 15 | 15 |

Fonte:  Serie A – Classifica, su legaseriea.it.
Legenda:

Luogo: C = Casa; T = Trasferta. Risultato: V = Vittoria; N = Pareggio; P = Sconfitta.

### Statistiche dei giocatori
| Giocatore     | Serie A  | Serie A | Serie A     | Serie A    | Coppa Italia | Coppa Italia | Coppa Italia | Coppa Italia | Totale   | Totale | Totale      | Totale     |
| Giocatore     | Presenze | Reti    | Ammonizioni | Espulsioni | Presenze     | Reti         | Ammonizioni  | Espulsioni   | Presenze | Reti   | Ammonizioni | Espulsioni |
| ------------- | -------- | ------- | ----------- | ---------- | ------------ | ------------ | ------------ | ------------ | -------- | ------ | ----------- | ---------- |
| G. Acampora   | 14       | 0       | 2           | 0          | 3            | 1            | 0            | 0            | 17       | 1      | 2           | 0          |
| L. Agoumé     | 12       | 0       | 2           | 0          | 1            | 0            | 0            | 0            | 13       | 0      | 2           | 0          |
| K. Agudelo    | 29       | 1       | 4           | 0          | 4            | 0            | 2            | 0            | 33       | 1      | 6           | 0          |
| P. Bartolomei | 6        | 0       | 1           | 0          | 0            | 0            | 0            | 0            | 6        | 0      | 1           | 0          |
| S. Bastoni    | 22       | 1       | 7           | 0          | 1            | 0            | 0            | 0            | 23       | 1      | 7           | 0          |
| D. Boloca     | 0        | 0       | 0           | 0          | 0            | 0            | 0            | 0            | 0        | 0      | 0           | 0          |
| A. Bordin     | 0        | 0       | 0           | 0          | 0            | 0            | 0            | 0            | 0        | 0      | 0           | 0          |
| E. Capradossi | 1        | 0       | 0           | 0          | 0            | 0            | 0            | 0            | 1        | 0      | 0           | 0          |
| J. Chabot     | 24       | 1       | 11          | 1          | 2            | 0            | 1            | 0            | 26       | 1      | 12          | 1          |
| L. Colombini  | 0        | 0       | 0           | 0          | 0            | 0            | 0            | 0            | 0        | 0      | 0           | 0          |
| A. Deiola     | 12       | 0       | 1           | 0          | 3            | 0            | 1            | 0            | 15       | 0      | 2           | 0          |
| C. Dell'Orco  | 8        | 0       | 0           | 0          | 3            | 0            | 1            | 0            | 11       | 0      | 1           | 0          |
| M. Erlić      | 27       | 3       | 6           | 0          | 1            | 0            | 0            | 0            | 28       | 3      | 6           | 0          |
| N. Estévez    | 27       | 0       | 7           | 0          | 2            | 0            | 0            | 0            | 29       | 0      | 7           | 0          |
| D. Farias     | 29       | 4       | 5           | 0          | 3            | 1            | 0            | 0            | 32       | 5      | 5           | 0          |
| S. Ferrer     | 18       | 0       | 4           | 0          | 1            | 0            | 0            | 0            | 19       | 0      | 4           | 0          |
| A. Gălăbinov  | 12       | 3       | 0           | 0          | 2            | 1            | 0            | 0            | 14       | 4      | 0           | 0          |
| E. Gyasi      | 37       | 4       | 4           | 0          | 2            | 1            | 0            | 0            | 39       | 5      | 4           | 0          |
| A. Ismajli    | 17       | 1       | 4           | 1          | 4            | 0            | 2            | 0            | 21       | 1      | 6           | 1          |
| T. Krapikas   | 0        | 0       | 0           | 0          | 4            | -8           | 1            | 0            | 4        | -8     | 1           | 0          |
| G. Maggiore   | 33       | 3       | 3           | 0          | 2            | 2            | 1            | 0            | 35       | 5      | 4           | 0          |
| R. Marchizza  | 24       | 0       | 4           | 0          | 1            | 0            | 1            | 0            | 25       | 0      | 5           | 0          |
| G. Mastinu    | 3        | 0       | 0           | 0          | 0            | 0            | 0            | 0            | 3        | 0      | 0           | 0          |
| F. Mattiello  | 1        | 0       | 0           | 0          | 1            | 0            | 1            | 0            | 2        | 0      | 1           | 0          |
| L. Mora       | 4        | 0       | 0           | 0          | 2            | 0            | 0            | 0            | 6        | 0      | 0           | 0          |
| M'B. Nzola    | 25       | 11      | 5           | 0          | 0            | 0            | 0            | 0            | 25       | 11     | 5           | 0          |
| R. Piccoli    | 20       | 5       | 0           | 0          | 3            | 1            | 0            | 0            | 23       | 6      | 0           | 0          |
| T. Pobega     | 20       | 6       | 5           | 0          | 0            | 0            | 0            | 0            | 20       | 6      | 5           | 0          |
| I. Provedel   | 29       | -55     | 1           | 0          | 0            | 0            | 0            | 0            | 29       | -55    | 1           | 0          |
| Rafael        | 3        | -5      | 0           | 0          | 0            | 0            | 0            | 0            | 3        | -5     | 0           | 0          |
| J. Ramos      | 6        | 0       | 1           | 0          | 2            | 0            | 0            | 0            | 8        | 0      | 1           | 0          |
| M. Ricci      | 29       | 0       | 4           | 0          | 3            | 0            | 0            | 0            | 32       | 0      | 4           | 0          |
| J. Sala       | 6        | 0       | 1           | 0          | 0            | 0            | 0            | 0            | 6        | 0      | 1           | 0          |
| R. Saponara   | 9        | 2       | 2           | 1          | 1            | 2            | 0            | 0            | 10       | 4      | 2           | 1          |
| L. Sena       | 16       | 0       | 0           | 0          | 3            | 0            | 0            | 0            | 19       | 0      | 0           | 0          |
| C. Terzi      | 25       | 1       | 9           | 1          | 2            | 0            | 0            | 0            | 27       | 1      | 9           | 1          |
| D. Verde      | 21       | 6       | 1           | 0          | 3            | 2            | 0            | 0            | 24       | 8      | 1           | 0          |
| L. Vignali    | 21       | 0       | 3           | 1          | 4            | 0            | 1            | 0            | 25       | 0      | 4           | 1          |
| J. Zoet       | 7        | -12     | 1           | 0          | 0            | 0            | 0            | 0            | 7        | -12    | 1           | 0          |